# Скотт, Уолтер, 4-й барон Баклю
Уолтер Скотт, 4-й (феодальный) барон Баклю (англ. Walter Scott, 4th Baron of Buccleuch; 1549 — 17 апреля 1574) — шотландский дворянин, глава пограничного клана Скоттов. Несмотря на свою молодость, сыграл заметную роль в бурной политике Шотландии XVI века.

## Происхождение
Скотт был старшим сыном сэра Уильяма Скотта из Киркурда, Младшего из Баклю (ок. 1525—1552), а его сестрой была Джин Скотт, леди Фернихирст. Они были внуками Вальтера Скотта, 3-го из Баклю (который был убит 4 октября 1552 года). Его матерью была Гризел, вторая дочь Джона Бетуна из Крейха.

## Карьера
Вальтер Скотт сменил своего деда в возрасте трех лет. Его дядя, Вальтер Скотт из Голдилендса, родной сводный брат его отца, возглавлял Скоттов во время его несовершеннолетия.
В 1565 году было заключено соглашение с семьей Керр, убившей его отца. Было решено, что между членами семьи будет заключено несколько браков, чтобы положить конец вражде. Несмотря на благие намерения, ни одно из соглашений не состоялось, но это стало важной основой для последующего брака его сестры в 1569 году.
24 марта 1566 года королева Шотландии Мария Стюарт назначает его капитаном Ньюарским замком в Селкиркшире, после чего он поддержал ее с усилием свыше 3000 человек . В январе 1570 года (полагаясь на отвлечение внимания, которое могло быть вызвано убийством регента Морея, о котором он знал заранее), он устроил грабежи на английской стороне границы. В качестве возмездия англичане под предводительством графа Сассекса и лорда Скрупа разрушили его цитадель в замке Бранксхолм. Скотт перестроил замок в следующем году.
В 1569 году его сестра Джин вышла замуж за вдовца сэра Томаса Керра, положив конец вражде между семьями. Было согласовано приданое, но при жизни Скотта было выплачено не менее 1000 фунтов стерлингов.
Он был главным лидером налета на Стерлинг 4 сентября 1571 года, когда была предпринята попытка захватить регента Леннокса, который был убит одним из Гамильтонов во время схватки. Баклю, который вмешался, чтобы спасти регента Мортона, своего родственника, которого Гамильтоны также намеревались убить, был во время отступления взят Мортоном в плен и некоторое время находился в замке Дун в Ментейте.
Вальтер Скотт был назначен хранителем и капитаном королевского замка Ньюарк, бейли и камергером Эттрикского леса в декабре 1573 года.
Вальтер Скотт умер в Бранксхолме 17 апреля 1574 года.

## Семья
Вальтер Скотт женился на Маргарет Дуглас (? — 1640), дочери Дэвида Дугласа, 7-го графа Ангуса, и Маргарет Гамильтон. Она пережила его и вышла замуж в 1577 году во второй раз за Фрэнсиса Стюарта, 5-го графа Ботвелла. У них было трое детей:
- Уолтер Скотт, 1-й лорд Скотт из Баклю (1565—1611);
- Маргарет Скотт, иногда, хотя и с сомнением, говорят, что она замужем за Робертом Скоттом из Тирлстейна;
- Мэри Скотт, которая вышла замуж за Уильяма Эллиота из Ларистона.